# Открытый чемпионат Кореи по теннису
Открытый чемпионат Кореи — профессиональный международный теннисный турнир, проходящий осенью в южнокорейском Сеуле на хардовых кортах. Мужской турнир проведён был в 2022 году и относился к серии ATP 250 с призовым фондом около 1,2 миллионов долларов и турнирной сеткой, рассчитанной на 28 участников в одиночном разряде и 16 пар; а женский относится к серии WTA 500 с призовым фондом около 920 тысяч долларов и турнирной сеткой, рассчитанной на 28 участницы в одиночном разряде и 16 пар.

## Общая информация
Приз образован накануне сезона-2004, когда закрылся турнир WTA в Лейпциге. Освободившаяся лицензия была передана Корейской Теннисной Ассоциации, создавшей собственное соревнование. Местом проведения турнира стал Теннисный центр в Олимпийском парке в Сеуле.
В 2021 турнир был проведен в более низком классе WTA 125, а в 2022 году вернулся в календарь основного тура.
В 2022 году турнир проводился и среди мужчин, на следующей неделе после женских соревнований. В 2024 году статус женского соревнования был повышен до категории WTA 500
Победители и финалисты
Женский одиночный турнир покорялся двум теннисисткам, которым за свою карьеру удалось возглавлять рейтинг-лист WTA: Мария Шарапова завоевала титул до дебюта в этом статусе, а Винус Уильямс — после. Только одной теннисистке удалось сыграть в решающем матче за титул дважды: Мария Кириленко сначала уступила финальную игру Винус Уильямс, а затем завоевала титул, обыграв Саманту Стосур.
Пять раз играла в финале женского парного турнира тайваньская китаянка Чжуан Цзяжун (причём она играла в первых пяти решающих играх в истории турнира) и трижды завоевала титул. Три титула в парах на счету испанской теннисистки Лары Арруабаррены, которая в 2016 году победила ещё и в одиночном разряде, ещё по два титула на счету Чжань Юнжань и Се Шувэй. В 2011 году южноафриканка Натали Грандин именно в Сеуле выиграла свой первый парный титул подобного уровня. До того финала она десять раз уступала решающие матчи. Наибольшие успехи местных теннисисток также приходятся на парный турнир: Чон Мира и Чо Юн Джон завоевали самый первый титул в истории соревнования.

## Финалы турнира

### Одиночный разряд
| Год  | Чемпион         | Финалист        | Счёт       |
| ---- | --------------- | --------------- | ---------- |
| 2022 | Ёсихито Нисиока | Денис Шаповалов | 6-4 7-6(5) |

| Год  | Чемпионка                                 | Финалистка                                | Счёт                                      |                                           |
| ---- | ----------------------------------------- | ----------------------------------------- | ----------------------------------------- | ----------------------------------------- |
| 2024 | Беатрис ХХаддад Майя                      | Дарья Касаткина                           | 1-6 6-4 6-1                               |                                           |
| 2023 | Джессика Пегула                           | Юань Юэ                                   | 6-2 6-3                                   |                                           |
| 2022 | Екатерина Александрова                    | Елена Остапенко                           | 7-6(4) 6-0                                |                                           |
| 2021 | Чжу Линь                                  | Кристина Младенович                       | 6-0 6-4                                   |                                           |
| 2020 | Не проводился из-за пандемии коронавируса | Не проводился из-за пандемии коронавируса | Не проводился из-за пандемии коронавируса | Не проводился из-за пандемии коронавируса |
| 2019 | Каролина Мухова                           | Магда Линетт                              | 6-1 6-1                                   |                                           |
| 2018 | Кики Бертенс                              | Айла Томлянович                           | 7-6(2) 4-6 6-2                            |                                           |
| 2017 | Елена Остапенко                           | Беатрис Хаддад Майя                       | 6-7(5) 6-1 6-4                            |                                           |
| 2016 | Лара Арруабаррена                         | Моника Никулеску                          | 6-0 2-6 6-0                               |                                           |
| 2015 | Ирина-Камелия Бегу                        | Александра Соснович                       | 6-3 6-1                                   |                                           |
| 2014 | Каролина Плишкова                         | Варвара Лепченко                          | 6-3 6-7(5) 6-2                            |                                           |
| 2013 | Агнешка Радваньская                       | Анастасия Павлюченкова                    | 6-7(6) 6-3 6-4                            |                                           |
| 2012 | Каролина Возняцки                         | Кайя Канепи                               | 6-1 6-0                                   |                                           |
| 2011 | Мария Хосе Мартинес Санчес                | Галина Воскобоева                         | 7-6(0) 7-6(2)                             |                                           |
| 2010 | Алиса Клейбанова                          | Клара Закопалова                          | 6-1 6-3                                   |                                           |
| 2009 | Кимико Датэ-Крумм                         | Анабель Медина Гарригес                   | 6-3 6-3                                   |                                           |
| 2008 | Мария Кириленко                           | Саманта Стосур                            | 2-6 6-1 6-4                               |                                           |
| 2007 | Винус Уильямс                             | Мария Кириленко                           | 6-3 1-6 6-4                               |                                           |
| 2006 | Элени Данилиду                            | Ай Сугияма                                | 6-3 2-6 7-6(3)                            |                                           |
| 2005 | Николь Вайдишова                          | Елена Янкович                             | 7-5 6-3                                   |                                           |
| 2004 | Мария Шарапова                            | Марта Домаховская                         | 6-1 6-1                                   |                                           |

### Парный разряд
| Год  | Победители                     | Финалисты                                     | Счёт    |
| ---- | ------------------------------ | --------------------------------------------- | ------- |
| 2022 | Равен Класен Натаниэль Ламмонс | Николас Баррьентос Мигель Анхель Рейес Варела | 6-1 7-5 |

| Год  | Чемпионки                                 | Финалистки                                | Счёт                                      |                                           |
| ---- | ----------------------------------------- | ----------------------------------------- | ----------------------------------------- | ----------------------------------------- |
| 2024 | Николь Мелихар-Мартинес Людмила Самсонова | Мию Като Чжан Шуай                        | 6-1 6-0                                   |                                           |
| 2023 | Мария Боузкова Бетани Маттек-Сандс        | Луксика Кумкхум Пеангтарн Плипыч          | 6-2 6-1                                   |                                           |
| 2022 | Янина Викмайер Кристина Младенович        | Эйжа Мухаммад Сабрина Сантамария          | 6-3 6-2                                   |                                           |
| 2021 | Хан На Рэ (2) Чхве Джихи (2)              | Валентини Грамматикопулу Река Луца Яни    | 6-4 6-4                                   |                                           |
| 2020 | Не проводился из-за пандемии коронавируса | Не проводился из-за пандемии коронавируса | Не проводился из-за пандемии коронавируса | Не проводился из-за пандемии коронавируса |
| 2019 | Лара Арруабаррена (3) Татьяна Мария       | Хэйли Картер Луиза Стефани                | 7-6(7) 3-6 [10-7]                         |                                           |
| 2018 | Хан На Рэ Чхве Джихи                      | Се Шувей Се Шуин                          | 6-3 6-2                                   |                                           |
| 2017 | Кики Бертенс Юханна Ларссон (2)           | Луксика Кумкхум Пеангтарн Плипыч          | 6-4 6-1                                   |                                           |
| 2016 | Юханна Ларссон Кирстен Флипкенс           | Акико Омаэ Пеангтарн Плипыч               | 6-2 6-3                                   |                                           |
| 2015 | Лара Арруабаррена (2) Андрея Клепач       | Кики Бертенс Юханна Ларссон               | 2-6 6-3 [10-6]                            |                                           |
| 2014 | Лара Арруабаррена Ирина-Камелия Бегу      | Мона Бартель Мэнди Минелла                | 6-3 6-3                                   |                                           |
| 2013 | Сюй Ифань Чжань Цзиньвэй                  | Ракель Копс-Джонс Абигейл Спирс           | 7-5 6-3                                   |                                           |
| 2012 | Ракель Копс-Джонс Абигейл Спирс (2)       | Акгуль Аманмурадова Ваня Кинг             | 2-6 6-2 [10-8]                            |                                           |
| 2011 | Натали Грандин Владимира Углиржова        | Галина Воскобоева Вера Душевина           | 7-6(5) 6-4                                |                                           |
| 2010 | Юлия Гёргес Полона Херцог                 | Натали Грандин Владимира Углиржова        | 6-3 6-4                                   |                                           |
| 2009 | Абигейл Спирс Чжань Юнжань (2)            | Карли Галликсон Николь Криз               | 6-3 6-4                                   |                                           |
| 2008 | Се Шувэй (2) Чжуан Цзяжун (3)             | Вера Душевина Мария Кириленко             | 6-3 6-0                                   |                                           |
| 2007 | Се Шувэй Чжуан Цзяжун (2)                 | Ясмин Вёр Элени Данилиду                  | 6-2 6-2                                   |                                           |
| 2006 | Вирхиния Руано Паскуаль Паола Суарес      | Мариана Диас Олива Чжуан Цзяжун           | 6-2 6-3                                   |                                           |
| 2005 | Чжань Юнжань Чжуан Цзяжун                 | Натали Грандин Джилл Крейбас              | 6-2 6-4                                   |                                           |
| 2004 | Чон Ми Ра Чо Юн Джон                      | Се Шувэй Чжуан Цзяжун                     | 6-3 1-6 7-5                               |                                           |